# Jet (Oklahoma)
Jet – miasto w Stanach Zjednoczonych, w stanie Oklahoma, w hrabstwie Alfalfa.